# Tablica Cayleya
Tablica Cayleya – dla danego grupoidu (G, ·), macierz kwadratowa, której wiersze i kolumny są ponumerowane elementami grupoidu (w takiej samej kolejności), a w komórce znajdującej się na przecięciu a-tego wiersza i b-tej kolumny znajduje się iloczyn ab. Tablice Cayleya konstruuje się na ogół dla grupoidów rzędu skończonego, ale czasem korzystnie jest rozważać tablice Cayleya grupoidów rzędu nieskończonego. Nazwa pojęcia pochodzi od nazwiska brytyjskiego matematyka, Arthura Cayleya, który wprowadził je w 1854 w jednej ze swoich prac.
Przykładowo, dodawanie w Z2={0,1} obrazuje tablica:
| + | 0 | 1 |
| - | - | - |
| 0 | 0 | 1 |
| 1 | 1 | 0 |
a mnożenie w Z6 = {0, 1, 2, 3, 4, 5} tablica:
| {\displaystyle \cdot } | 0 | 1 | 2 | 3 | 4 | 5 |
| ---------------------- | - | - | - | - | - | - |
| 0                      | 0 | 0 | 0 | 0 | 0 | 0 |
| 1                      | 0 | 1 | 2 | 3 | 4 | 5 |
| 2                      | 0 | 2 | 4 | 0 | 2 | 4 |
| 3                      | 0 | 3 | 0 | 3 | 0 | 3 |
| 4                      | 0 | 4 | 2 | 0 | 4 | 2 |
| 5                      | 0 | 5 | 4 | 3 | 2 | 1 |

## Własności tablicy Cayleya
- Tablica Cayleya grupoidu jest symetryczna względem głównej przekatnej wtedy i tylko wtedy, gdy działanie grupoidu jest przemienne. Obie wyżej cytowane tablice Cayleya ilustrują działania przemienne.

Grupa D3 symetrii trójkąta równobocznego ma następującą tablicę Cayleya:
|    | R0 | R1 | R2 | S0 | S1 | S2 |
| -- | -- | -- | -- | -- | -- | -- |
| R0 | R0 | R1 | R2 | S0 | S1 | S2 |
| R1 | R1 | R2 | R0 | S1 | S2 | S0 |
| R2 | R2 | R0 | R1 | S2 | S0 | S1 |
| S0 | S0 | S2 | S1 | R0 | R2 | R1 |
| S1 | S1 | S0 | S2 | R1 | R0 | R2 |
| S2 | S2 | S1 | S0 | R2 | R1 | R0 |
{\displaystyle D_{3}=\{R_{0},R_{1},R_{2},S_{0},S_{1},S_{2}\},} gdzie:
- {\displaystyle R_{0}} jest przekształceniem identycznościowym
- {\displaystyle R_{1}} jest obrotem dokoła środka trójkąta równobocznego o 120°
- {\displaystyle R_{2}} jest obrotem dokoła środka trójkąta równobocznego o 240°
- {\displaystyle S_{0},S_{1},S_{2}} są symetriami osiowymi względem symetralnych boków trójkąta

Jak widać, działanie w grupie D3 nie jest przemienne, bo tabela nie jest symetryczna względem głównej przekątnej.
- Wiersz (kolumna) wyznaczony przez element neutralny działania jest identyczny z wierszem (kolumną) nagłówkowym.
- Jeśli grupoid jest grupą, to w każdym wierszu (w każdej kolumnie) tabeli Cayleya znaleźć można dokładnie raz element neutralny działania.
- Z tabeli Cayleya nie można bezpośrednio odczytać, czy działanie jest łączne. Są jednak metody, które pozwalają wykorzystać to narzędzie pośrednio, na przykład test łączności Lighta.